# شركة الاستثمارات الرائدة
شركة الاستثمارات الرائدة شركة استثمارية سعودية، وهي الذراع الاستثمارية للمؤسسة العامة للتقاعد، تستثمر بالأسواق المحلية والعالمية، وتضم أسهم وسندات وملكية خاصة. تحقق عائد استثماري للمؤسسة العامة للتقاعد بمعدل 3% سنويا.
تم تأسيس شركة الاستثمارات الرائدة بصفتها شركة مساهمة سعودية، في 09-02-1428هـ، بموجب مرسوم ملكي.
في يونيو 2021، صادق مجلس الوزراءالسعودي على دمج المؤسسة العامة للتقاعد في المؤسسة العامة للتأمينات الاجتماعية، حيث سينتج عن الدمج إنشاء واحدة من أضخم المحافظ الاستثمارية في السوق السعودية، بقيمة سوقية تصل إلى 93 مليار ريال. من أبرز مكونات هذه المحفظة حصة تصل إلى 13% من البنك الأهلي السعودي، و30% من البنك السعودي للاستثمار، ونحو 36% من التعاونية للتأمين. خلال الفترة القادمة سيتم تقييم هيكلة شركة الاستثمارات الرائدة وشركة حصانة الاستثمارية للاستفادة من كليهما وقدرتهما في تحقيق الأهداف لما يعود بالنفع على المؤسسة.

## نشاط الشركة
تملك وإدارة وبيع، كل أو أجزاء من استثمارات وممتلكات المؤسسة العامة للتقاعد، وشراء الأصول المادية والمعنوية، وتملكها وبيعها أو استئجارها وتأجيرها، والعمل على إنشاء المشاريع العقارية والتجارية والصناعية والخدمية، وامتلاكها وبيعها وتطويرها أو إدارتها وتشغيلها، وتنفذ الشركة كافة الأعمال المالية والتجارية والصناعية سواء كانت خاصة بأصول ثابتة أم منقولة.
تتولى شركة الرائدة إدارة وتنفيذ عددًا من المشروعات الكبيرة داخل المملكة، على سبيل المثال: مشروع مركز الملك عبد الله المالي بمدينة الرياض، ومشروع مجمع تقنية المعلومات والاتصالات بمدينة الرياض، ومشروع الرائدة السكني بمدينة جدة، ومجمع حي السفارات بمدينة الرياض، ومجمع أشبيليا السكني بمدينة الرياض، ومجمع الراكة السكني بمدينة الدمام، ومجمع الضباب تاورز بمدينة الرياض، ومجمع حمراء الشرق بمدينة الرياض، ومشروع الاستخدامات المتعددة بحي الصحافة بمدينة الرياض، وأبراج طريق الملك عبد العزيز بمدينة الرياض، وأبراج شركة منى.

## الاستثمارات
الاستثمارات المحلية
يشمل الاستثمار في الأسهم المُدرجة في السوق المالية السعودية (تداول)، وأدوات الدخل الثابت، والاستثمارات النقدية، والأصول البديلة المحلية. والإشراف على المحفظة الاستثمارية العقارية المحلية، والمكونة من عقارات مُدرَّة للدخل ومحفظة من الأراضي الاستثمارية، موزعة جغرافياً على مدن المملكة.
الاستثمارات الدولية
يشمل الاستثمار الخارجي في الأسهم، والسندات، وصناديق التحوُّط، واستثمارات الأصول المتنوعة. وإدارة صناديق أسهم الملكية الخاصة خارج المملكة، والأصول الملموسة الدولية (العقارات والبنية التحتية الخاصة)